# 奇爾潘峰

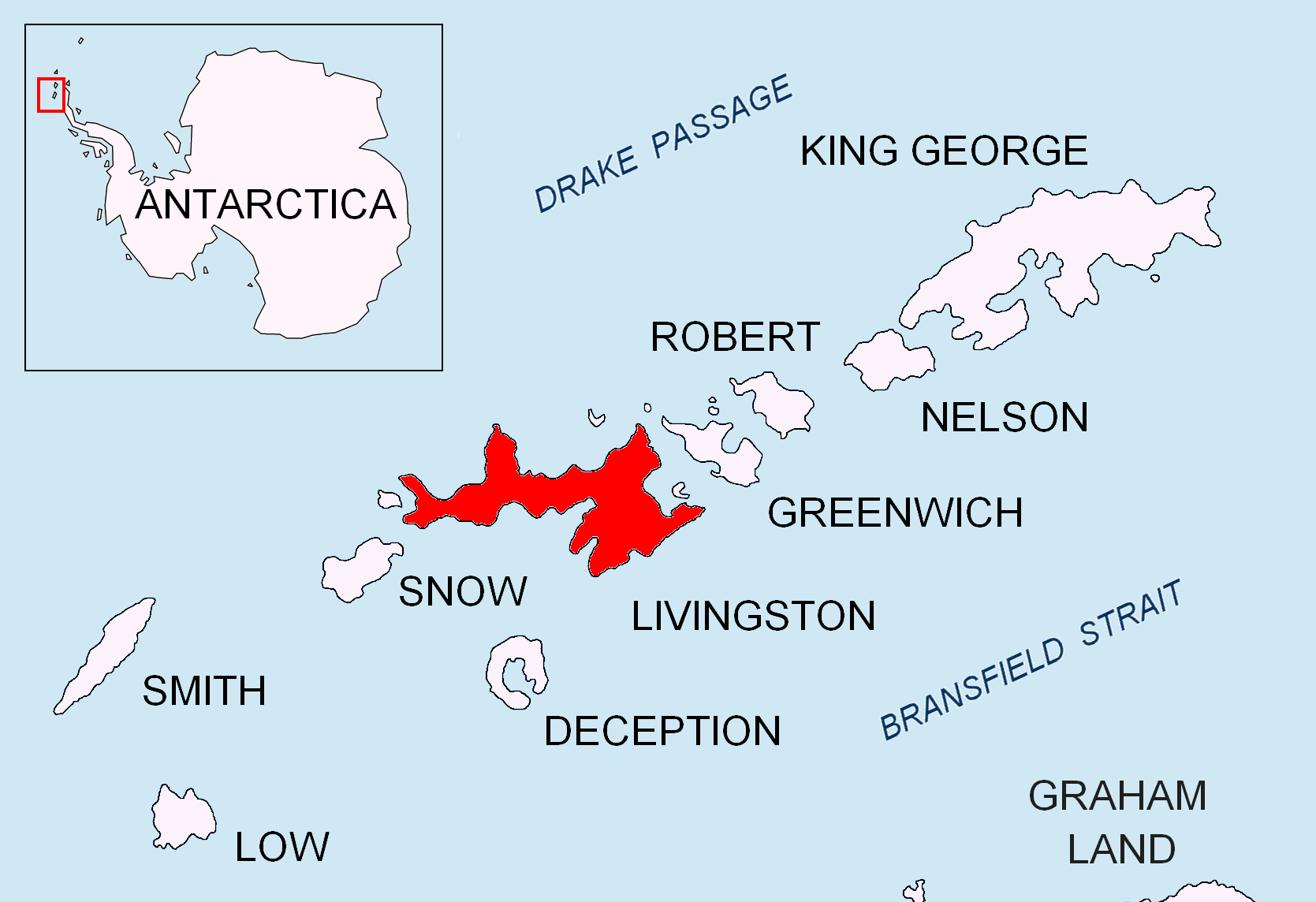

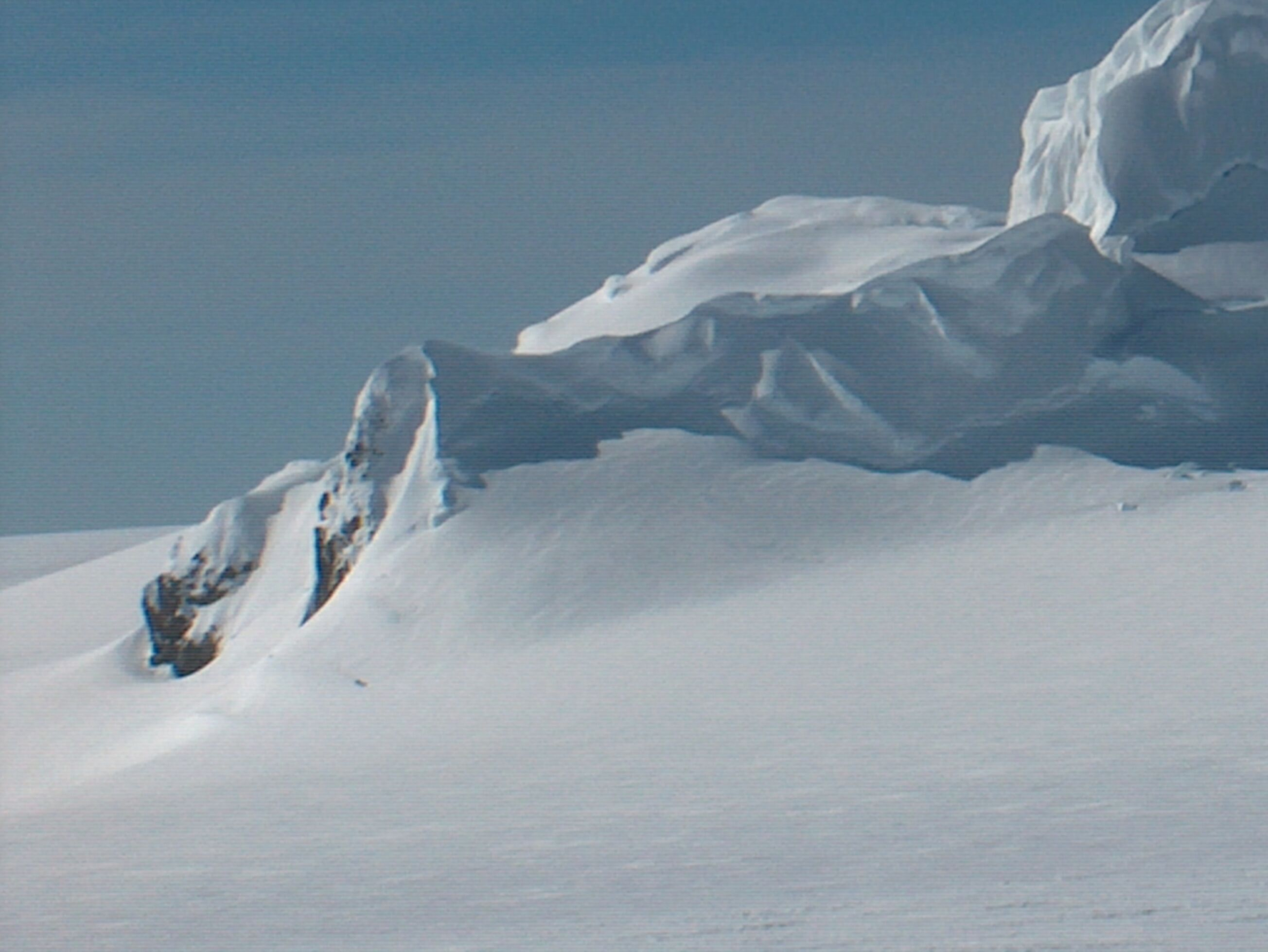

奇爾潘峰是南極洲的山峰，位於南設得蘭群島的利文斯頓島東部，屬於鮑爾斯嶺的一部分，海拔高度535米，處於鮑爾斯山以西1.23公里和赫穆斯峰西南面1.01公里。
62°36′53.5″S 60°13′34″W / 62.614861°S 60.22611°W

## 外部連結
- SCAR Composite Gazetteer of Antarctica（页面存档备份，存于）.